# Dokumentationszentrum Berliner Mauer
Dokumentationszentrum Berliner Mauer är ett dokumentationscentrum och museum på Bernauer Strasse i Berlin, nära Nordbahnhof, som visar Berlinmurens historia.

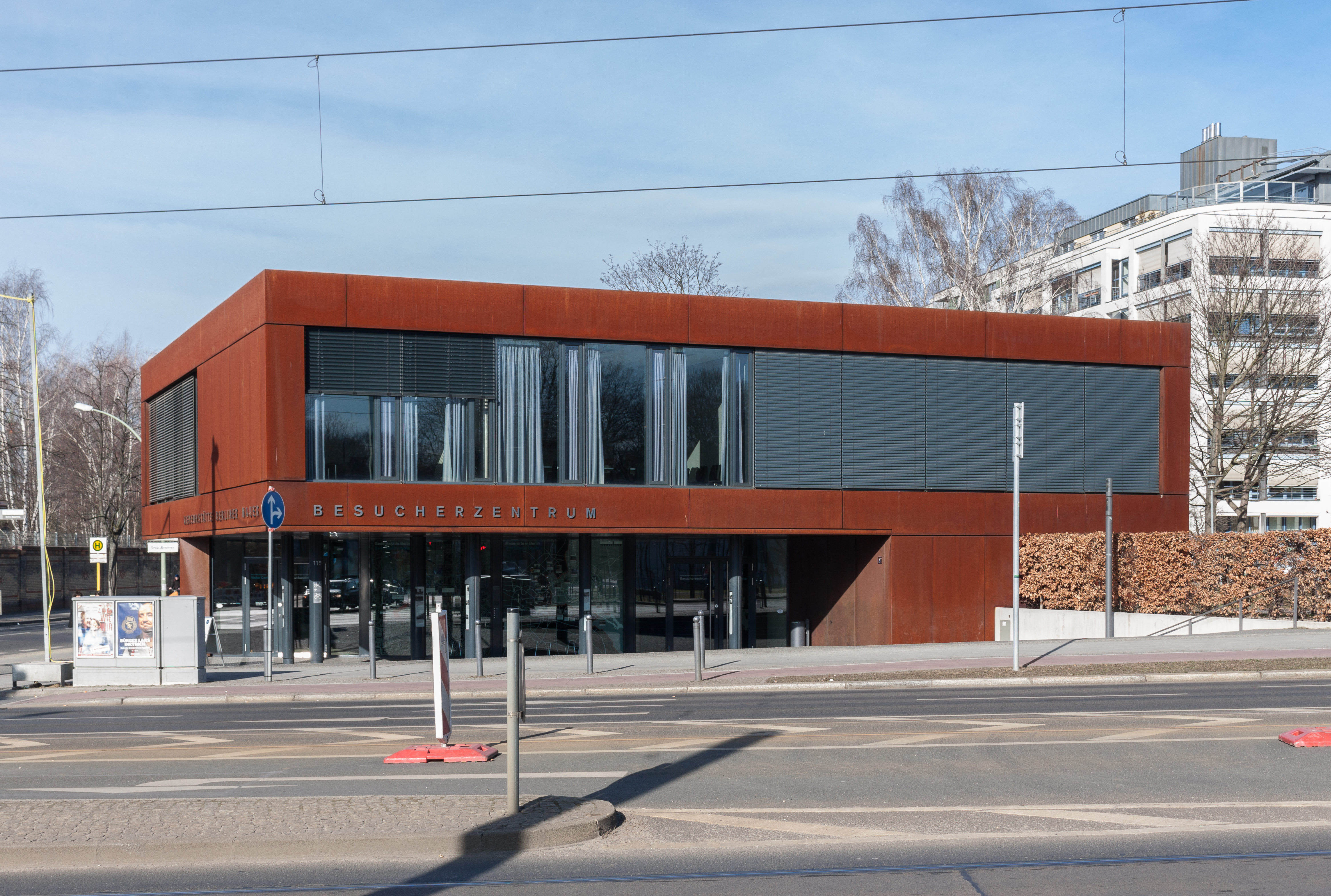
Besökscentrum med filmvisning vid Nordbahnhof, Bernauer Str. 119
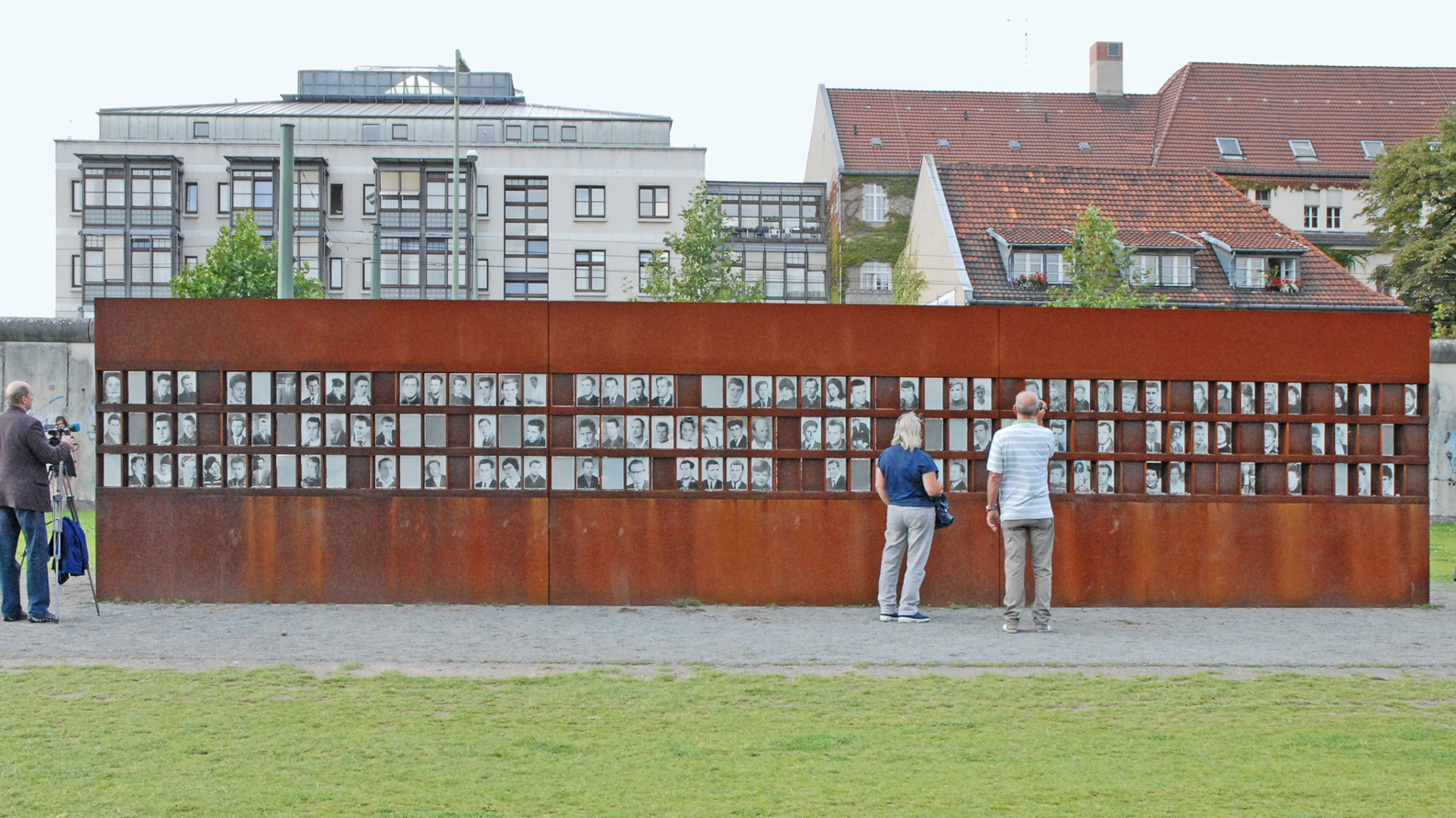
Foton
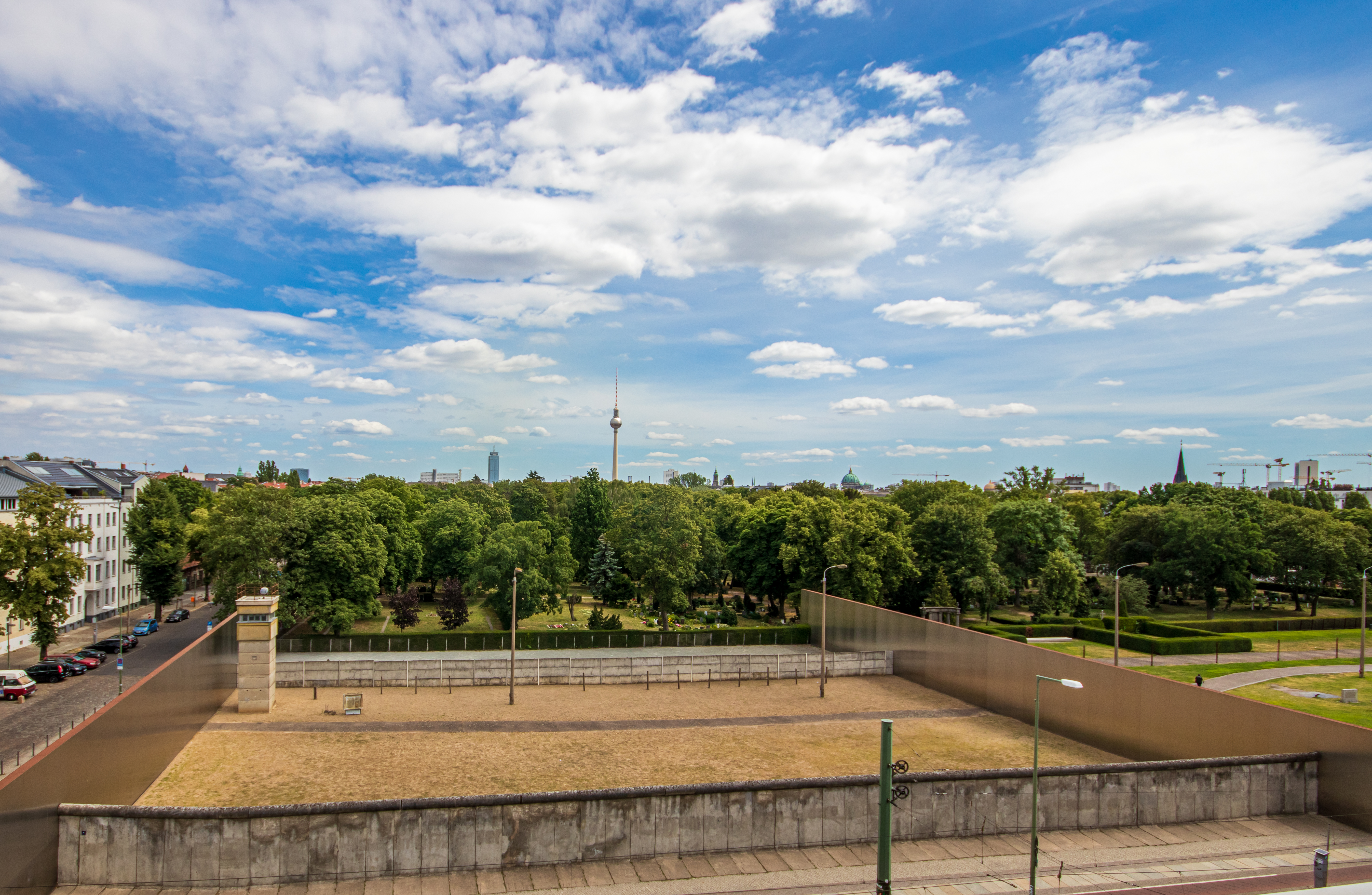
Kopia av Berlinmuren